# Alfred Siatecki
Alfred Siatecki (ur. 18 czerwca 1947 w Kostrzynie nad Odrą) – polski prozaik, publicysta, reportażysta, autor słuchowisk.

## Biografia
Absolwent Wyższej Szkoły Rolniczej w Szczecinie, dokształcał się na Uniwersytecie Hohenheim w Stuttgarcie. Debiutował w 1969 roku opowiadaniem w „Wiadomościach Zachodnich”. Był dziennikarzem „Gazety Lubuskiej” i dwutygodnika społeczno-kulturalnego „Nadodrze”. Znany m.in. z cyklu opowieści „z kluczem”, rozpoczętym w 2009 roku tomem Klucz do bramy. Rozmowy nieautoryzowane albo nieodbyte o przeszłości środkowego Nadodrza, którego wydawcą jest Muzeum Ziemi Lubuskiej.
Członek Związku Literatów Polskich (od 1985). Mieszka w Raculi.

## Nagrody i wyróżnienia
Otrzymał Nagrodę Twórczą Młodych „Zielone Grono” (1982), Lubuską Nagrodę Kulturalną (1986), Nagrodę Kulturalną Prezydenta Zielonej Góry (1989 i 2019), dwukrotnie Lubuski Wawrzyn Literacki w kategorii proza (2000 i 2021), nominację do Lubuskiego Wawrzynu Literackiego za zbiór opowieści Drugi klucz do bramy (2010) a także Nagrodę Redakcji „Studiów Zielonogórskich” Laudant illa sedista legunt (2011), Nagrodę Literacką im. Andrzeja K. Waśkiewicza (2015), Lubuski Laur 2016 w kategorii sensacja za powieść Porąbany, Zielonogórską Nagrodę Literacką „Winiarka” (2017), dyplom honorowy Lubuskich Wawrzynów Literackich 2017 za całokształt twórczości, Nagrodę Kulturalną Marszałka Województwa Lubuskiego (2018), Złoty Medal Prezydenta Zielonej Góry (2019), nominację do Lubuskiego Wawrzynu Literackiego 2020 za powieść Zaproszenie na śmierć.

## Publikacje[1]
Niektóre publikacje:
Powieści
- Jubel, Książka i Wiedza, 1988, ISBN 83-05-11788-X.
- Gość z volkswagena, Lubuska Oficyna Wydawnicza, 1992
- Zmowa pułkowników, Pro Libris, 2000, ISBN 83-88336-05-3.
- A jednak będzie noc poślubna, Pro Libris, 2007, ISBN 978-83-88336-58-4.
- Psie kochanie, Tolkmicko 2010, ISBN 978-83-7745-050-5.
- Szajbus, Zielona Góra; Nowa Sól: Manufaktura Tekstów, 2012 ISBN 978-83-932422-4-5.
- Postrzelony, Gdańsk: Oficynka, 2013, ISBN 978-83-62465-77-4; cykl kryminalny Daniel Jung (tom 1).
- Porąbany, Gdańsk: Oficynka, 2016, ISBN 978-83-64307-84-3; cykl kryminalny Daniel Jung (tom 2).
- Pozaduszki, Zielona Góra: Towarzystwo Miłośników Zielonej Góry „Winnica”, 2017, ISBN 978-83-944790-3-9.
- Pomsta, Gdańsk: Oficynka, 2017, ISBN 978-83-65891-07-5; cykl kryminalny Daniel Jung (tom 3).
- Zaproszenie na śmierć, Gdańsk: Oficynka, 2020, ISBN 978-83-65891-79-2; cykl kryminalny Daniel Jung (tom 4).

Opowiadania
- Podzwonni ręczniacy, Iskry, 1980, ISBN 83-207-0235-6.
- Piaszczysta ziemia, Iskry, 1985, ISBN 83-207-0736-6.
- Przeklęte wykopki, Lubuskie Towarzystwo Kultury, 1986, ISBN 83-00-02307-0.
- Podróż do piaszczystego wzgórza, Glob, 1987, ISBN 83-7007-104-X.
- Drugie przykazanie miłości, Pro Libris, 1996, ISBN 83-905507-2-5.
- Klucz do bramy, Zielona Góra 2009, ISBN 978-83-88426-48-3.
- Drugi klucz do bramy, Zielona Góra 2010, ISBN 978-83-88426-58-2.
- Trzeci klucz do bramy, Zielona Góra 2011, ISBN 978-83-88426-65-0.
- Czwarty klucz do bramy, Zielona Góra 2012, ISBN 978-83-88426-70-4.
- Piąty klucz do bramy, Zielona Góra 2014, ISBN 978-83-88426-84-1.
- Szósty klucz do bramy, Zielona Góra 2015, ISBN 978-83-88426-90-2.

Opracowania
- Mój dom nad Odrą, pamiętniki i wspomnienia członków organizacji młodzieżowych Ziemi Lubuskiej, Zielona Góra 1985, ISBN 83-00-00744-X.
- Na winnicy, Leksykon literatów zielonogórskich, Zielona Góra 2011

Szkice i reportaże
- Znaki graniczne, Ludowa Spółdzielnia Wydawnicza, 1988, ISBN 83-205-4039-9.

Słuchowiska
- Zły dzień, 1981
- Jak płomień, jak ogień, 1985

Informatory
- Pisarze lubuscy, Lubuskie Towarzystwo Kultury, 1981, ISBN 978-83-00-00228-3.
- Literaci środkowego Nadodrza, Lubuskie Towarzystwo Kultury, 1986
- Miejsce zmagań, Pro Libris, 1998, ISBN 83-908884-1-6, wyd. drugie 2001, ISBN 83-88336-17-7.

Inne
- Zielona Góra – cztery odsłony, Barbara Panek i Paweł Janczaruk, z wykorzystaniem wierszy Eugeniusza Kurzawy, wstęp Alfred Siatecki, Zielona Góra 1998, ISBN 83-906035-3-5.